# (8944) Ortigara
(8944) Ortigara – planetoida z pasa głównego asteroid okrążająca Słońce w ciągu 5 lat i 193 dni w średniej odległości 3,12 au. Została odkryta 30 stycznia 1997 roku. Przed nadaniem nazwy planetoida nosiła oznaczenie tymczasowe (8944) 1997 BF9.